# Ciclismo ai Giochi della IV Olimpiade - Inseguimento a squadre
La competizione del inseguimento a squadre maschile di Ciclismo dei Giochi della IV Olimpiade si tenne il 17 luglio 1908 allo stadio di White City a Londra, nel Regno Unito.

La gara si è disputata sulla distanza delle 1.980 iarde (1.810 metri, 3 giri di pista).

## Risultati

### Preliminari
I vincitori ammessi in semifinale.
1ª serie
| Pos. | Atleta                                                       | Nazione  | Tempo  |
| ---- | ------------------------------------------------------------ | -------- | ------ |
| 1    | Hermann Martens Max Götze Karl Neumer Richard Katzer         | Germania | 2'25"4 |
| 2    | André Auffray Émile Demangel Émile Maréchal Maurice Schillès | Francia  | 2'32"0 |

- Regno Unito
- Canada
- Paesi Bassi

Ammessi direttamente in semifinale.

### Semifinali
1ª semifinale
| Pos.   | Atleta                                                     | Nazione     | Tempo  |
| ------ | ---------------------------------------------------------- | ----------- | ------ |
| 1      | Leon Meredith Benjamin Jones Ernie Payne Clarrie Kingsbury | Regno Unito | 2'19"6 |
| Bronzo | William Morton Walt Andrews Fred McCarthy Will Anderson    | Canada      | 2'29"6 |

2ª semifinale
| Pos. | Atleta                                                                       | Nazione     | Tempo  |
| ---- | ---------------------------------------------------------------------------- | ----------- | ------ |
| 1    | Hermann Martens Max Götze Karl Neumer Richard Katzer                         | Germania    | 2'31"8 |
| 2    | Johannes van Spengen Anton Gerrits Dorus Nijland Gerard Bosch van Drakestein | Paesi Bassi | 2'44"0 |

### Finale
| Pos.    | Atleta                                                     | Nazione     | Tempo  |
| ------- | ---------------------------------------------------------- | ----------- | ------ |
| Oro     | Leon Meredith Benjamin Jones Ernie Payne Clarrie Kingsbury | Regno Unito | 2'18"6 |
| Argento | Hermann Martens Max Götze Karl Neumer Richard Katzer       | Germania    | 2'28"6 |